# Trégonneau
Trégonneau település Franciaországban, Côtes-d’Armor megyében. Lakosainak száma 523 fő (2022. január 1.). Trégonneau Kermoroc’h, Pabu, Plouisy, Pommerit-le-Vicomte és Squiffiec községekkel határos.

## Népesség
A település népessége az elmúlt években az alábbi módon változott:
| Lakosok száma | 314  | 324  | 363  | 467  | 538  | 557  | 576  | 578  | 559  | 523  |
|               | 1968 | 1982 | 1990 | 2006 | 2013 | 2015 | 2017 | 2019 | 2020 | 2022 |